# Vaniity
Vaniity, pseudonimo di Delilah Mora Kotero (Uruapan, 26 luglio 1973), è un'ex attrice pornografica messicana, transessuale non operata.

## Biografia e carriera pornografica
È nata ad Uruapan, in Messico, il 26 luglio 1973 da una famiglia di origini tarasche. Quando aveva 7 anni la sua famiglia emigrò in California. La sua è una famiglia numerosa: ha sei fratelli e quattro sorelle.Nel 1998, a 25 anni, è entrata nell'industria pornografica, lavorando principalmente per Devil's FIlm, diventando una pupilla del regista Joey Silvera.
Ha girato oltre 120 scene, vincendo per ben due volte il premio AVN come performer transessuale dell'anno. Fa parte della Hall of Fame sia degli AVN dal 2013 che degli XRCO dal 2020.

## Riconoscimenti
- AVN Awards
  - 2004 – Transsexual Performer of the Year[6]
  - 2013 – Transsexual Performer of the Year[7]
  - 2013 – Hall of Fame - Video Branch[5]

XRCO Awards
- 2020 – Hall of Fame[8]

Tranny Awards
- 2012 – Lifetime Achievement Award[9]

## Filmografia
- Sexual Transsexuals 1 (1998)
- Sexual Transsexuals 3 (1998)
- Transsexual Prostitutes 6: Streets of San Francisco (1998)
- Transsexual Prostitutes 8: It's all Just Tongue in Cheek Fun (1998)
- Rogue Adventures 4 (1999)
- Sexual Transsexuals 5 (1999)
- Transsexual Gang Bangers 1 (1999)
- Transsexual Gang Bangers 2 (1999)
- Transsexual Gang Bangers 3 (1999)
- Transsexual Gang Bangers 4 (1999)
- Transsexual Prostitutes 9: She-Male Gonzo (1999)
- World's Greatest Transsexual Orgy (1999)
- Best of Transsexual Prostitutes 1 (2001)
- Rogue Adventures 13 (2001)
- Rogue Adventures 15 (2001)
- Transsexual Prostitutes 17 (2001)
- Rogue Adventures 18 (2002)
- Transsexual Prostitutes 19 (2002)
- Vanity Exposed (2002)
- Virtual Vanity (2002)
- Rogue Adventures 20 (2003)
- Vanity's Double Reverse Gang Bang (2003)
- Best of Transsexual Gang Bangers 1 (2004)
- Best of Transsexuals: All-Girl Edition (2004)
- Best of Vanity (2004)
- Something Extra 2 (2004)
- Trans X 6 (2004)
- Transsexual Bottom Boys (2004)
- Transsexual Prostitutes 27 (2004)
- Rogue Adventures 26 (2005)
- Rogue Adventures 27 (2005)
- Sodomia (2005)
- Vanity Superstar (2005)
- Belladonna: Fetish Fanatic 3 (2006)
- Best of Transsexual Prostitutes 2 (2006)
- Rogue Adventures 29 (2006)
- Tranny Fuckers 2 (2006)
- Tranny Fuckers 4 (2006)
- Trantastic (2006)
- America's Next Top Tranny 1 (2007)
- Dirty Shemale Sluts 3 (2007)
- Rogue Adventures 30 (2007)
- She Male Fuck Fest 3 (2007)
- She Male XTC 1 (2007)
- T Girl Fantasies 12 (2007)
- Up Close and Virtual with Vanity (2007)
- Dirty Shemale Sluts 6 (2008)
- Dirty Shemale Sluts 7 (2008)
- Oops...She's Got Balls (2008)
- Transsexual Babysitters 2 (2008)
- 1st Time with a Tranny 2 (2009)
- A Tranny Story (2009)
- America's Next Top Tranny 5 (2009)
- Best of Vaniity (2009)
- Big Ass She Male All Stars 6: Girls With She Males (2009)
- Interracial TGirl Sex 1 (2010)
- She Male XTC 8 (2010)
- Shemale Pornstar: A Shemale for All Seasons (2010)
- American Tranny 1 (2011)
- Next She-Male Idol 3 (2011)
- Rogue Adventures 37 (2011)
- Transsexual Superstars: Sarina Valentina (2011)
- Transsexual Superstars: Vaniity (2011)
- USA T-Girls 2 (2011)
- Big Tit She-Male X (2012)
- Mia Isabella Want Some Honey? 2 (2012)
- Pin-Up T-Girls 2 (2012)
- True History Of She-Male Cock (2012)
- TS Pussy Hunters: The Hunting Season Begins (2012)
- USA T-Girls 4 (2012)
- Christian's Shemale Massage (2013)
- Mexican She Males 3 (2013)
- Pornstars Love Trannies (2013)
- Pornstars Love Trannies 2 (2013)
- Pornstars Love Trannies 3 (2013)
- Transsexual Activity 2 (2013)
- TS Girlfriend Experience 3 (2013)